# Codco
Fondée comme une revue théâtrale en 1973, CodCo (pour « Cod Company ») était une troupe de la comédie canadienne de Terre-Neuve, surtout connue pour une série de comédies à sketches qui a été diffusée sur CBC Télévision de 1987 à 1992.
La troupe s'est séparée en 1992, un an après le départ d'un de ses membres fondateurs Andy Jones.

## Membres
Ses membres principaux étaient Tommy Sexton, Greg Malone, Cathy Jones, Mary Walsh et Andy Jones.
Leur série télévisée est connue pour avoir introduit à la télévision canadienne des comédiens ouvertement gays, des sketches en travestis et de la satire sociale.